# 日本科技

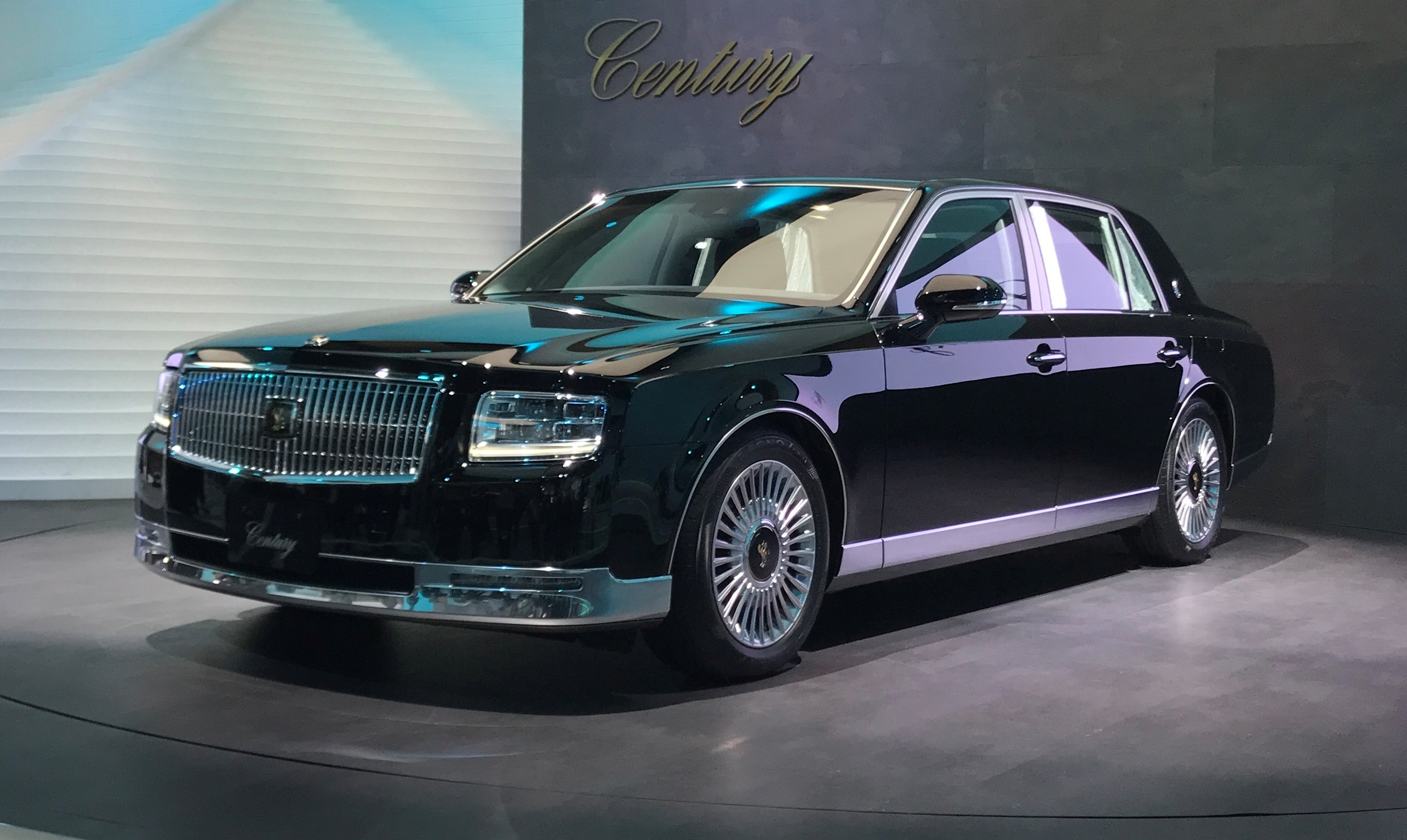
丰田世极（第3代），代表日本最高造车工艺

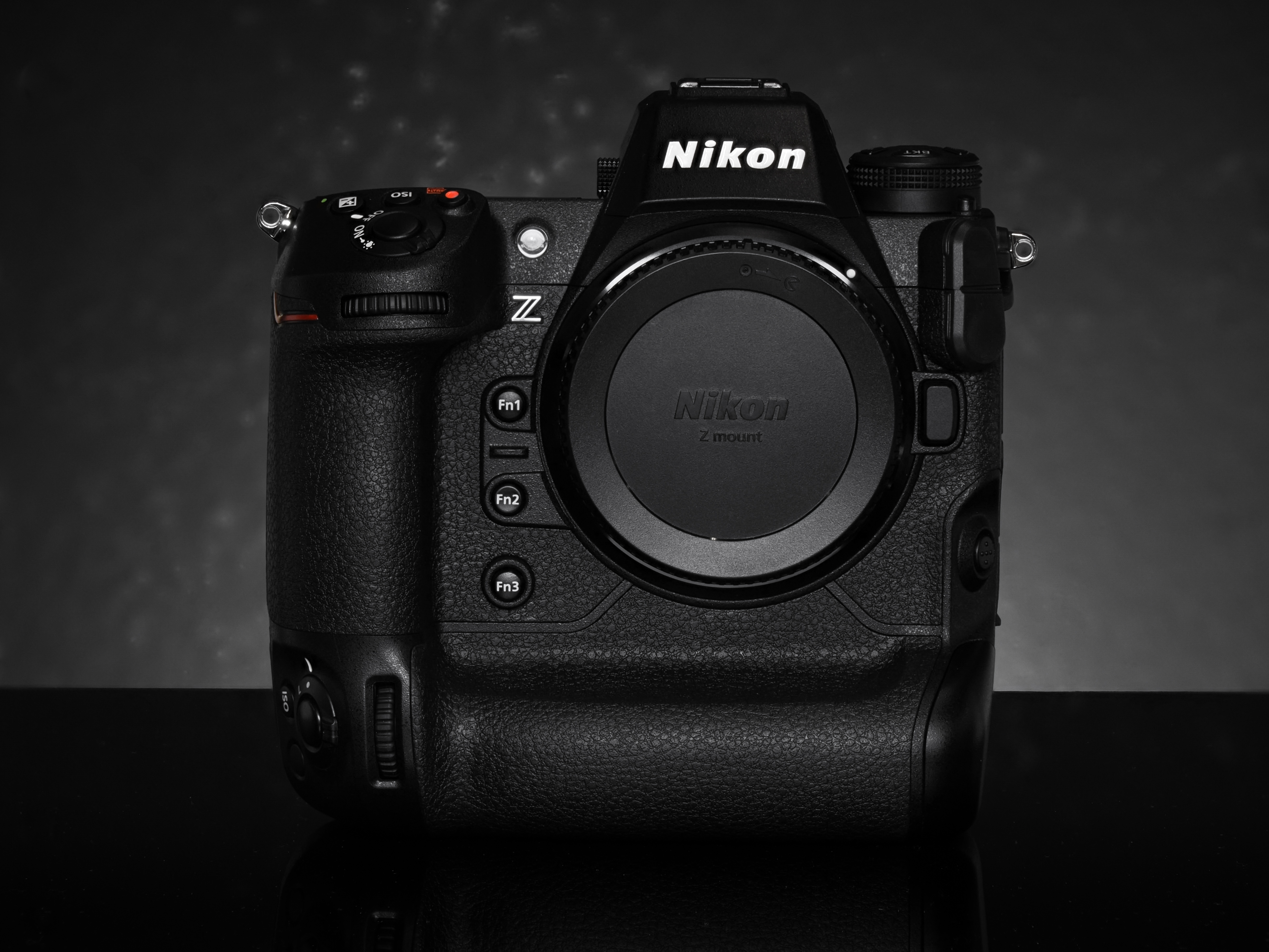
尼康 尼康Z 9

日本科技的优势主要在于消费电子产品、机器人和汽车行业，其他国际竞争力行业还有钢铁、机械、化工、金属工业。:11

## 概述
日本十分重视科技发展和教育对科技的作用，尤其是尖端科技发展，日本政府也极为重视科研投入。:17

## 太空技術

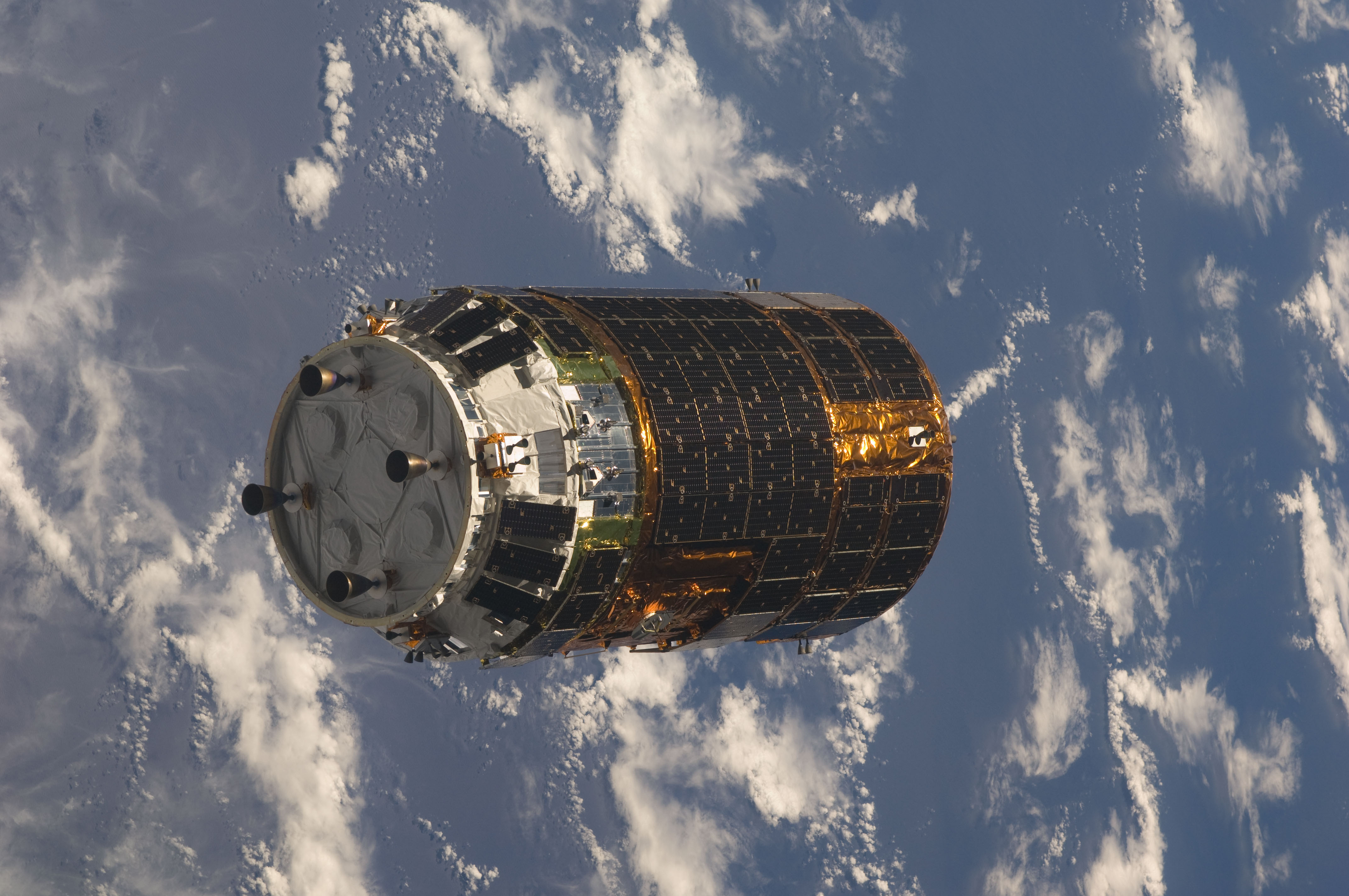
H-II运载飞船

日本宇宙航空研究开发机构主要对太空的行星和空间进行研究，日本的火箭和卫星航空技术领先世界。日本一系列的火箭主要由三菱重工业公司管理。日本还建立了实验模块，并将其添加到国际空间站。
日本的航天开发自1950年代中期由糸川英夫在东京大学生产技术研究所研究所的航空技术研究班中发足，从最初直径30厘米的小型火箭研究逐步走向大型化，并逐渐开展人造卫星发射的研究。1970年，日本发射了其第一顆人造卫星，只有9.4公斤。:43在此前一段时期，日本政府设立了专门负责航天研究的机构。此后，糸川研究班发展而来的宇宙科学研究所（ISAS）同日本政府设立的宇宙開発事業団（NASDA）各自开展研发。
日本H-2B火箭是日本宇宙开发史上最大的国产火箭，由宇宙航空研究开发机构和三菱重工联合研制，这体现了日本固体助推器水平、液氢液氧发动机水平。:47在此以后日本设立了统一的宇宙航空研究开发机构（JAXA）。
日本H-2A火箭搭载金星探测器“拂晓”号成功发射，探测了比火星难度更大的金星。:48
日本发射了世界第一支宇宙帆船“伊卡洛斯”（Ikaros），“帆”的材料是树脂性薄膜，这将奠定日本未来航天技术和星际探索技术的基础。:48
2003年5月，日本发射了隼鸟号丝川行星探测器，2010年6月13日，成功返回地球，这是人类第一次有人造航天器在月球以外的星球著陸並返回地球，该探测器装有日本先进的离子推进发动机。:48
2003年，日本首相小泉纯一郎宣布，将重新审视在航天开发领域政策上的“基本构架”，尽早启动载人航天计划。:45-46
2007年，日本的“月亮女神”三颗绕月探测卫星发射成功，拍摄了高分辨率的照片。:48-49未来，日本将研发自动行走式月球探测器，建设不需要补给的月球无人基地，以及打算將距地球150萬公里以外的宇宙定位為“深太空港”，計劃在該處安装光学望远镜、X射线望远镜，为探测木星和土星做准备。:49
2009年，日本H-2B火箭从种子岛航天发射中心升空，同时发射了日本第一架无人太空补给機空间站转运飞船（HTV），運送物资给国际空间站，该飞船上有日本“希望”号太空实验舱的平流层大气观测设备。:47
2014年12月3日，从种子岛宇宙中心大型火箭发射场由H-IIA火箭发射。日本时间2015年11月26日上午12時46分，在距离地球300万千米处拍摄到地月合影，于12月3日到达地球近地点，借助引力加速前往目的地小行星162173。
2019年7月11日，隼鳥2號二度成功登陸小行星「龍宮」，預計採集地表下之岩石標本，並且於2020年時，攜帶採集品返回地球。
2019年11月12日，JAXA称隼鸟2号已对小行星“龙宫”进行了深入探测，将于13日开启它的回家之旅，预计2020年年底返回地球，其从“龙宫”采集的样本有望揭示有关太阳系起源的奥秘。
2020年12月，日本探测器“隼鸟2号”投下的装满小行星“龙宫”沙石的密封舱将于6日凌晨2点47至57分降落在澳大利亚南部乌美拉附近的沙漠。继第一代“隼鸟”之后，这是第二次完成“取样返回”任务，即把地球以外天体的样本成功带回。此举或有助于获取宇宙中沉睡的宝贵资源，带动改变会撞击地球的陨石轨道的技术。“隼鸟2号”总飞行距离为52亿公里。根据计划，它投下密封舱后，机体留在太空，用剩余燃料飞往小行星“1998KY26”，踏上长达11年总计100亿公里的新旅程。

## 电子科技

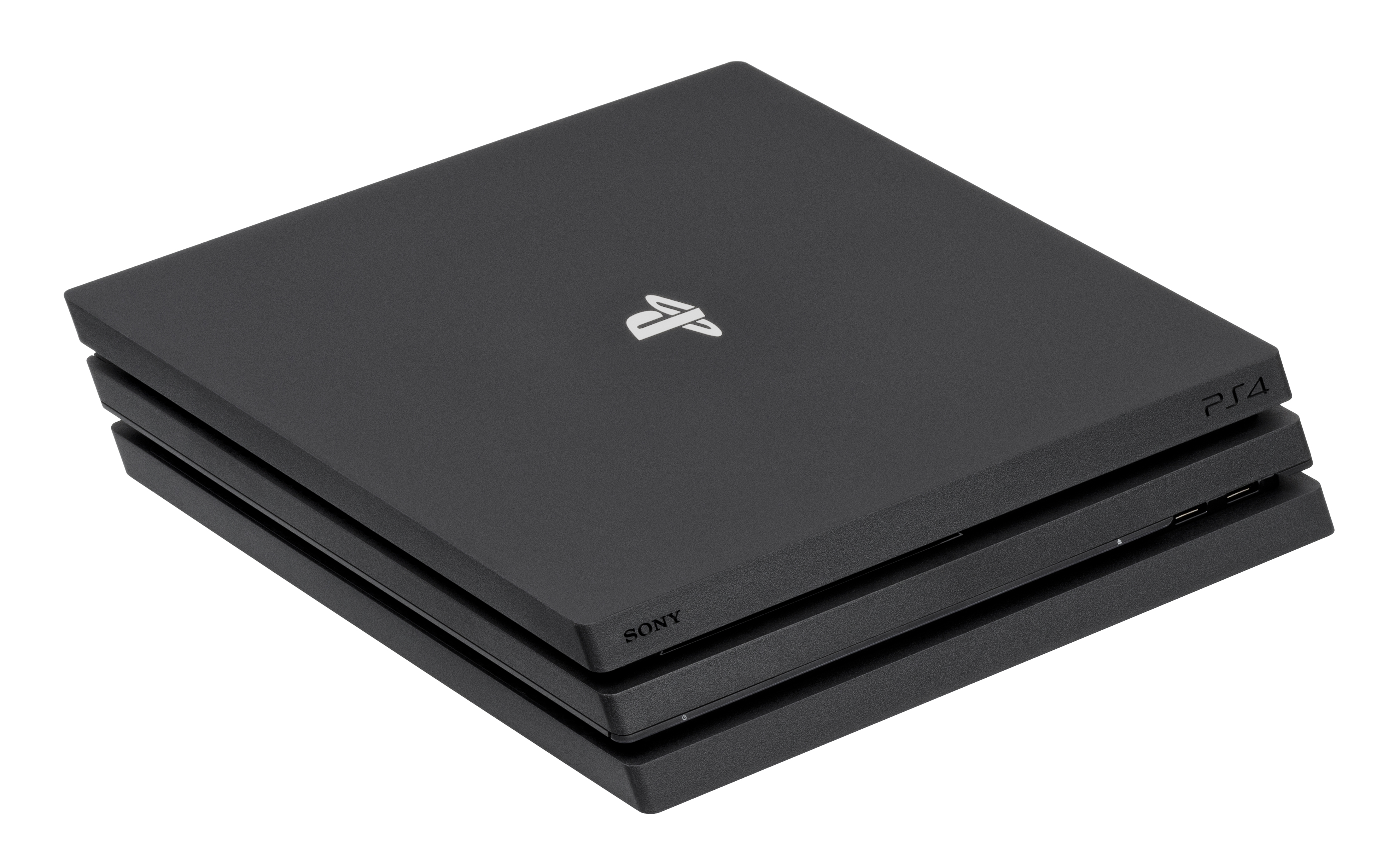
PS4 PRO遊樂器

日本最先成功研制了35毫米单眼反光相机，日本的美能达、尼康是一代著名照相机，柯尼卡、理光、佳能、奥林巴斯等旋即登陆世界，大放光彩。:130
1950年代，富士胶卷生产了10毫米的胶卷，并且進入国际市场:131，它在高分辨率和一次性相机上優於柯达相机:132。1999年，富士占领了65%的世界市场份额。:1322000年5月，柯达相机转战中国大陆市场，在中国大陆建立了5000家专卖店，占领了中国大陆50%的相机市场，其他是富士和乐凯（中国大陆胶卷品牌），各占据25%左右。:132
2000年，日本开发的数码相机占据了世界市场的60%；2010年，日本的数码相机占据了世界市场的90%，其中，中国大陆的数码相机市场也是90%被日本数码相机占据，當時佳能、索尼、尼康是三大数码相机巨头，其次是元老级别的富士、松下、理光、奥林巴斯。:1332014年，佳能的數位相機销量為1539万部。
1970年代，日本开始研制高清晰电视，1994年实现生产，2000年7月，日本制定了数字电视机标准格式，可以广播存储，2005年，日本可以播放数字电视节目，日本的多媒体电视、高性能密集化电视开始登陆世界，其液晶电视有壁挂式、袖珍式、等离子、背投式。:141
1950年，索尼研制了日本第一盘磁带录音机。:141
1980年代，索尼推出便携式电视机和微型唱片。:141
索尼是世界上民用和专业视听生产品、游戏产品、通讯产品、关键零部件、信息技术的先驱者之一，在音乐、影视、计算机娱乐和在线业务的成就，使其作為電子和娛樂公司在世界佔有領先地位。:1411970年，索尼成了第一家在美国纽约股票交易所上市的日本公司，1972年，它是日本第一批在美国投资建厂的日本公司，1980年代，它收购了哥伦比亚唱片公司和影片公司。:1412010年時，索尼首度以3D技术转播了世界杯。:142

### 信息技术
1963年，日本自主研发出「参变管式计算机」。:155
1991年，日本研制出第五代计算机，可以理解语言、图形、记号和文字处理。:156
1978年，日本可以在16K芯片贮存1.6万个信息。

## 核子科技

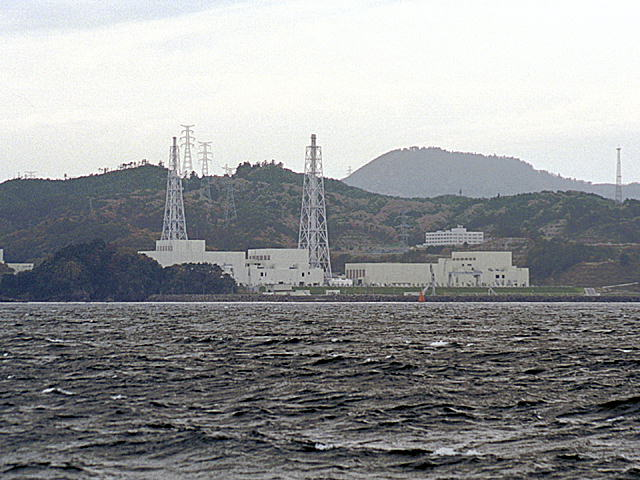
女川核电站

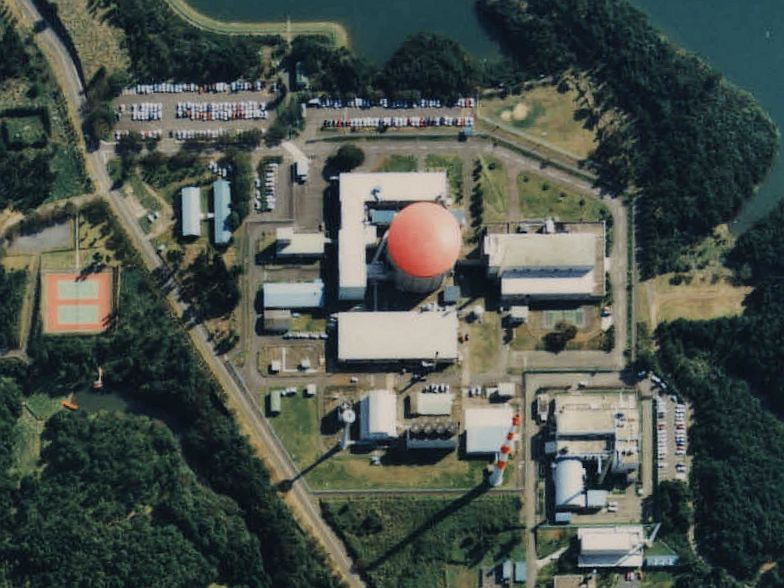
日本材料試驗爐(1986)

1940年，日本陆海军立項开始进行核武器研制。1941年，物理學家仁科芳雄開始思考原子彈實物化的可能性，並將他的結論告知當局。之後，東條英機下達研究原子彈的命令，代號為「仁計畫」。仁科芳雄招集了他的老師，長岡半太郎和將在戰後獲得諾貝爾物理獎的朝永振一郎以理化学研究所（RIKEN）人員身份投入海軍核子技術研發。除此之外，他們還聘請東京帝國大學的物理學教授協助分析。不過到了1943年後，當仁科芳雄告訴海軍「理論上或許可行，但可能連美國也無法成功將原子彈實用於戰爭」時，海軍便失去了興趣。而仁科芳雄只好再找其他單位來繼續研究計畫。
後來，日本陸軍開始了新一項的原子彈計畫，代號為「二號計畫」，負責專精研究鈾235的分離技術。1945年2月，一小群科學家已經成功分離出初步的鈾235複合材料，但兩個月後美軍空襲東京毀掉大部份的設備，讓鈾堆和重水的生產陷入停頓。另外，日本的原子彈計畫也飽受鈾礦短缺的困擾，隨著戰敗日本核武計畫也化為泡影，轉為專攻和平用途的非核三原則。
自1973年以来，日本一直希望不再依赖进口燃料来发展核能，并在2008年开始依赖于核能。日本成为了世界上第三大核电用户，拥有55个核反应堆，这些能够提供日本34.5%的电力。福岛核災 等引发日本国民对核能的抵制和国际社会对日本利用核能的忧虑。

### 汽车

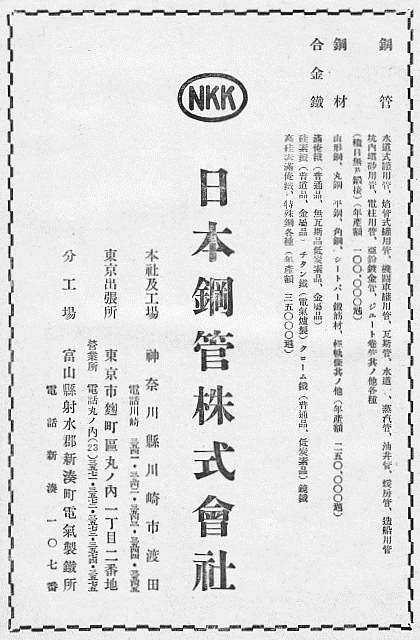
1930年代的日本鋼管公司廣告

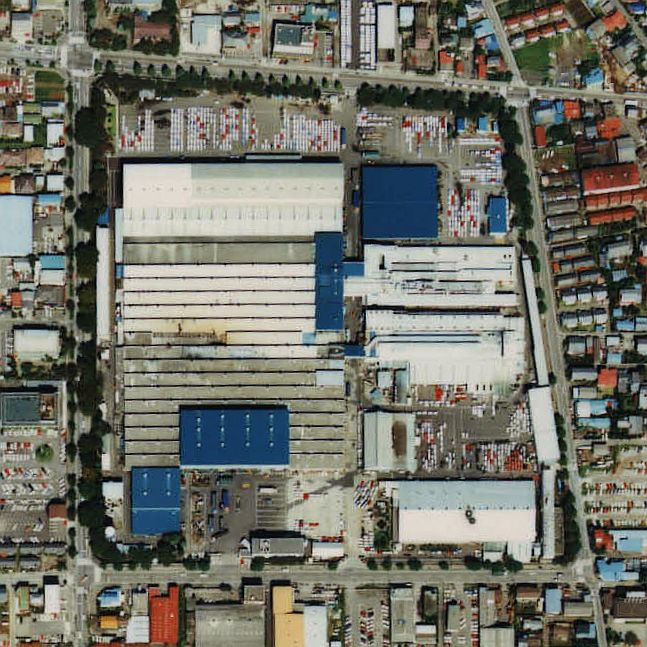
大發汽車工廠於太平洋工業帶

1937年，丰田公司制作出日本第一辆汽车。:148

## 钢铁

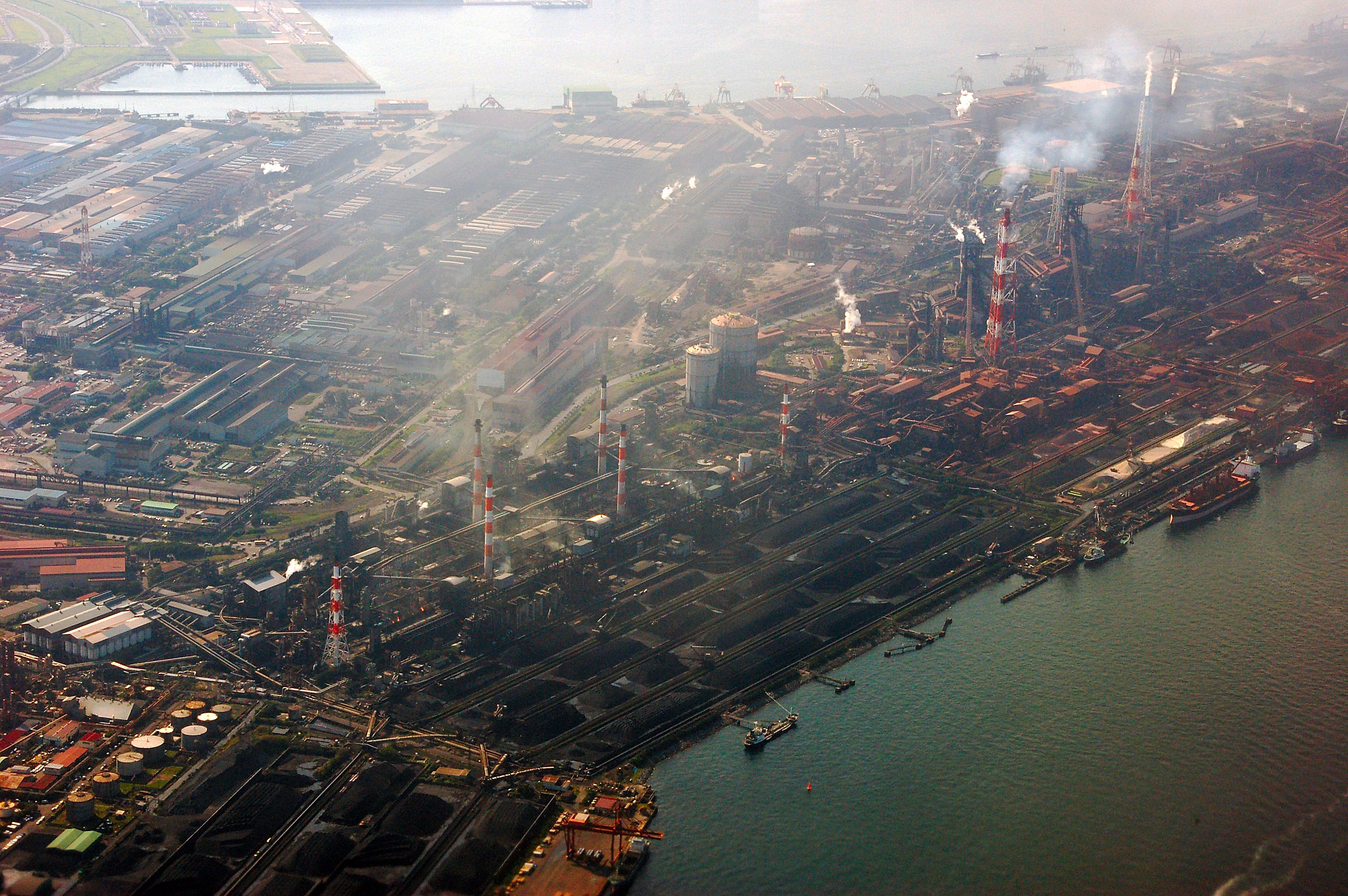
新日鐵住金君津製鐵所

1950年代，日本用16亿美元改造和扩建老基地，实现三次合理化运动，建设了1.5亿吨钢铁产业的国际水平，位于世界第一位。:143
1979年，日本在扇岛建立了世界最现代化的钢厂，人均年产钢1600多吨，起重机、炼钢炉、输送机，都是计算机操作。:144

## 生物医学
日本在生物医学领域也同美国德国等国一样处于世界领先地位。

## 科技外交
近些年来，日本把其先进的科技投入到外交领域。
日本在微电子、超导应用、计算机硬件、碳纤维、精密陶瓷、机器人、光纤通信都是世界前列。:108
1998年，日本派出2.6万人到其他国家进行科技指导。:109

## 研究經费
在2004年至2013年間，日本每年的研究开发费都占GDP的3%以上。